# Бергквист, Эрик
Эрик Бергквист (швед. Erik Bergqvist; 17 апреля 1970) — шведский поэт, переводчик, эссеист, литературный критик.
Пишет сдержанную, традиционную для современной шведской литературы, поэзию. Стиль близок к поэзии Тумаса Транстрёмера.
Поэт сентября 2013 года по мнению экспертов Шведского Радио.

## Публикации на русском языке
- Эрик Бергквист. Другой пейзаж: Эссе, стихи / Пер. Елены Ермалинской, Иосифа Трера, Дмитрия Воробьева // Скандинавия – Поволжье: Международный поэтический фестиваль. Чебоксары: Free Poetry, 2006.
- Эрик Бергквист. Из книги "Солнца" // Графит. 2012. №2.